# JR北海道DBR600形ディーゼル機関車
DBR600形ディーゼル機関車（DBR600がたディーゼルきかんしゃ）は、北海道旅客鉄道（JR北海道）が2000年（平成12年）に2両製造した除雪用ディーゼル機関車である。

## 概要
保線や除雪などで使用するモーターカーは、法規上は「機械」扱いで「鉄道車両」ではない。このため、運転時は列車扱いにできず、正規の列車が入れないようにする「線路閉鎖」を行う必要がある。
線路閉鎖中は当該区間で列車の運行ができなくなるため、札幌近郊などの列車本数が多い区間で列車を止めずに除雪が行えるよう、モーターカーにATS、EB装置、TE装置、列車無線、防護無線などの保安設備を追加装備し、「列車」としての運行を可能にしたのが本形式である。
形式称号は、D=ディーゼル・B=動輪2軸までは日本国有鉄道（国鉄）の称号規程を準用しており、以下、R=ラッセルおよびロータリーの頭文字とされる・600=出力600PSで構成される。

## 構造
日本除雪機製作所（札幌市手稲区）製の汎用排雪モーターカーHTR-600形を基本に、各部仕様を「鉄道車両」として走行が可能となるよう変更している。最高運転速度は55 km/hである。
基礎ブレーキ装置は北海道の鉄道車両で一般的な踏面両抱き式で、日本除雪機製作所のモーターカーで標準仕様となっている露出形ディスクブレーキから変更された。駆動機関は三菱重工業製の出力441.3 kW (600 PS) /1,800 rpmのS6R-TAディーゼルエンジンで、走行用、除雪用の動力をまかなう。動力伝達装置は、油圧ポンプ・油圧モーターおよび前後進4段油圧湿式多段クラッチ式自動変速付変速機を採用している。運転整備重量は、25 t（除雪装置非装備時）/30 t（除雪装置装備時）。最大寸法は、長さ7,775 mm（除雪装置装備時14,200 mm）×幅2,740 mm（除雪装置最大展開時5,400 mm）×高さ3,995 mmである。
車輪については、「鉄道車両」として使用する場合は軌道回路で検知できるよう、電気的な絶縁（不短絡）・非絶縁（短絡）を切り替えることができる。「モーターカー」として使用する場合は絶縁状態として使用する。
除雪装置は前位がロータリー式、後位がラッセル式（マルチプラウ除雪装置）である。冬季以外は除雪装置を外して入換や工事に使用できる。
連結器は汎用の自動連結器を装備するほか、保線用機械扱いのトロッコとの連結のため小形のバッファと連結装置が設けられている。

## 運用

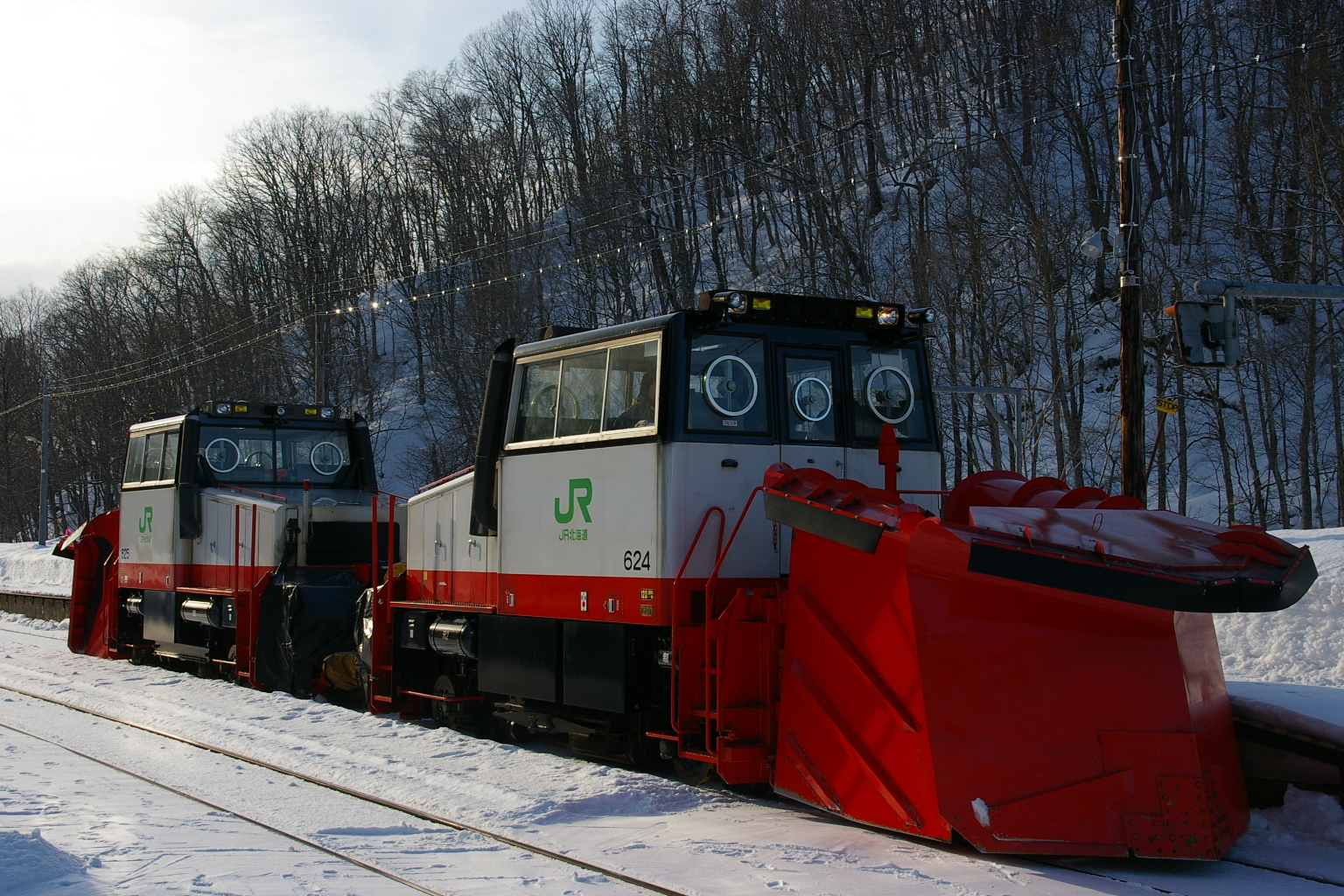
留萌本線で重連で使用されるHTR-600形

2両とも苗穂運転所に配置され、通常は札幌運転所に1両、苗穂運転所に1両が常駐していた。冬期は運転所構内の除雪作業および札幌近郊区間・学園都市線等の除雪作業を担当する他（主にロータリーとしての運用）、夏期においては運転所における客車・気動車等入換業務の他は各運転所近隣の駅において保守用機材類の運搬等に使用される。夏季は除雪機器一式を取り外し、通常のモーターカーと同様に使用されていた。
2両とも2014年7月1日付で除籍（廃車・廃形式）され、「鉄道車両」ではなくモーターカーとなった。
- JR北海道では機械扱いのモーターカーとして、HTR-600形・HTR-400形を複数保有する。機関出力の違いで形式が異なる。これらの車両は、無線機器などの装備がなく、ディスクブレーキを装備した製造元標準仕様車で、塗色は黄色（602他）や、本形式と同じ塗装（622・402他）など差異がある。